# FPTV
FPTV (Festival Portuguese Television) est une chaîne de télévision canadienne spécialisée de catégorie B en langue portugaise appartenant à 1395047 Ontario Inc., une compagnie contrôlée par Frank Alvarez à Toronto.

## Histoire
Après avoir obtenu une licence de diffusion auprès du CRTC en novembre 2000 pour le service Festival Portuguese Television, FPTV est entré en ondes le 7 septembre 2001, d'abord chez Rogers Cable.
Elle diffuse des émissions originales (nouvelles, sports, magazines) et des émissions importées du Portugal (principalement de SIC Internacional) et du Brésil.